# Benjamin Worsley
Benjamin Worsley (1618-1673) était un expérimentateur et médecin anglais, Surveyor-General d'Irlande et figure intellectuelle du Commonwealth. Il étudia au Trinity College de Dublin mais ne semble pas y avoir été diplômé.
Il est l'auteur d'écrits alchimiques, acolyte de Robert Boyle et connaissait George Starkey à partir de 1650. Il est pour certains une figure majeure de l'Invisible College des années 1640.
Worsley est associé au « Cercle » de Samuel Hartlib et John Dury, et rendit visite de leur part à Johann Rudolf Glauber en 1648-9. Worsley suivaient les théories de Michael Sendivogius et Clovis Hesteau de Nuysement. Plus tard, probablement vers le milieu des années 1650, il écrivit De nitro theses quaedam. Il s'intéressa également à la transmutation alchimique en compagnie de Johann Moriaen et Johann Siberius Kuffler. 
Il était également probablement hétérodoxe en matière religieuse.

## Sources
- William R. Newman et Lawrence M. Principe (2002), Alchemy Tried in the Fire
- J. T. Young (1998), Faith, Alchemy and Natural Philosophy: Johann Moriaen, Reformed Intelligencer, and the Hartlib Circle
- Clericuzio, Antonio, New Light on Benjamin Worsley's Natural Philosophy', in Mark Greengrass, Michael Leslie and Timothy Raylor (eds.), Samuel Hartlib and Universal Reformation: Studies in Intellectual Communication (Cambridge University Press, 1994), 236-46
- Webster, C. (1994) Benjamin Worsley: engineering for universal reform from the Invisible College to the Navigation Act in Samuel Hartlib and Universal Reformation: Studies in Intellectual Communication (1994)